# Kognitionspsykologi
Kognitionspsykologi er sammensat af kognition, der betyder tænkning, og psykologi. Der er altså tale om tænkningens psykologi, og emnerne er hovedsageligt tænkning, læring, sansning, perception, opmærksomhed, sprog, hukommelse og intelligens. Metoderne er empiriske og statistiske.
Kognitionspsykologi grænser op til videnskaber som filosofi, lingvistik, neuropsykologi og humanbiologi. I de senere år har indsigt fra kognitionspsykologien også vundet indpas inden for den økonomiske forskning i underdisciplinen adfærdsøkonomi. Tildelingen af Nobelprisen i økonomi i 2002 til psykologen Daniel Kahneman er et eksempel herpå.

## Emner
- beslutningsteori
- bevidsthed
- ekspertise
- hukommelse
- intelligens
- kognitiv udvikling
- kunstig intelligens
- læring
- motivation
- Biologiske neurale netværk
- opmærksomhed
- perception
- sansning
- social kognition
- sprog
- sproglig udvikling
- tænkning